# Gehrock

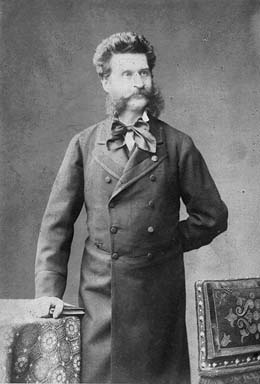
Johann Strauss Sohn im Gehrock

Ein Gehrock (veraltet Leibrock) ist eine Spätform des Herrenrocks, eine doppelreihige Jacke mit knielangem, angesetztem Schoß aus meist dunklem Tuch, die besonders im 19. Jahrhundert zu festlichen Anlässen getragen wurde.
Im Gegensatz zur eigentlichen Jacke bestehen Herrenröcke aus Oberteil und mittels einer Taillennaht angesetzten, etwa knielangen Schößen. Heute bezeichnet man als Gehrock auch eine figurnahe, taillierte, lange Jacke, auch Overjacket oder Overcoat genannt. Seltener werden auch die Bezeichnungen Longjacket oder Langsakko benutzt.

## Geschichte
Entstanden ist der Gehrock um 1800 aus dem Justaucorps des Rokoko, das in der Konstruktion auf die Wämser des 17. Jahrhunderts zurückgeht. 
Nach 1820 war der vornehme Gehrock als Nachfolger des meist grellbunten Biedermeierfrackes stark tailliert und im Brust- und Hüftbereich wattiert, was jedoch nur bedeutete, dass er auf eine Rosshaareinlage gearbeitet wurde. Diese Einlage nannten die Schneider des 19. Jahrhunderts Wattierung.
Er wurde vielfach offen getragen, mit einer passenden oder auch abstechenden Weste darunter sowie einer dunklen gestreiften Hose, einem Hemd mit aufknöpfbarem Klappenkragen und einem Zylinder. Zu seinen berühmten Trägern zählen Johann Wolfgang von Goethe, Friedrich von Schiller, Abraham Lincoln, Johann Strauss Vater, Johann Strauss Sohn und Eduard Strauss. Ab etwa 1870 war der dunkle Gehrock die offizielle Kleidung von Ministern, Kommerzienräten, Ärzten und Geschäftsleuten. Dazu trug man ein Plastron anstelle einer Krawatte.
Scherzhaft wurde der Gehrock, weil er zuletzt nur noch zu festlichen Anlässen getragen wurde, auch als Bratenrock bezeichnet.
Ersetzt wurde der Rock gegen Ende des 19. Jahrhunderts durch das – prinzipiell nicht taillierte – Sakko, mit dem ursprünglichen Jackett als Übergangsform.

## Abwandlungen
Eine besondere Art des Gehrockes ist der Lutherrock. Hierbei handelt es sich um einen schwarzen, einreihig geknöpften, hochgeschlossenen Gehrock mit einem kleinen Stehkragen. Manche Geistliche (in der Regel Bischöfe) tragen ihn als Amtstracht auch außerhalb des Gottesdienstes.
Eine neue, kurzfristige Popularität erhielt der Gehrock durch die Filme Matrix Reloaded und Matrix Revolutions, in denen der Protagonist Neo einen schwarzen, dem Lutherrock nachempfundenen Gehrock trägt, der sich vor allem durch einen höheren Stehkragen und einen längeren, knöchellangen Schnitt vom Original unterscheidet.